# Cuneo (provincie)
De provincie Cuneo ligt in de Noord-Italiaanse regio Piëmont. In het westen grenst ze aan de Franse departementen Alpes-de-Haute-Provence en Alpes-Maritimes. De Ligurische provincies Imperia en Savona liggen ten zuiden van Cuneo. Ten oosten liggen de provincies Alessandria en Asti en ten slotte grenst ze in het noorden aan de provincie Turijn.

## Territorium

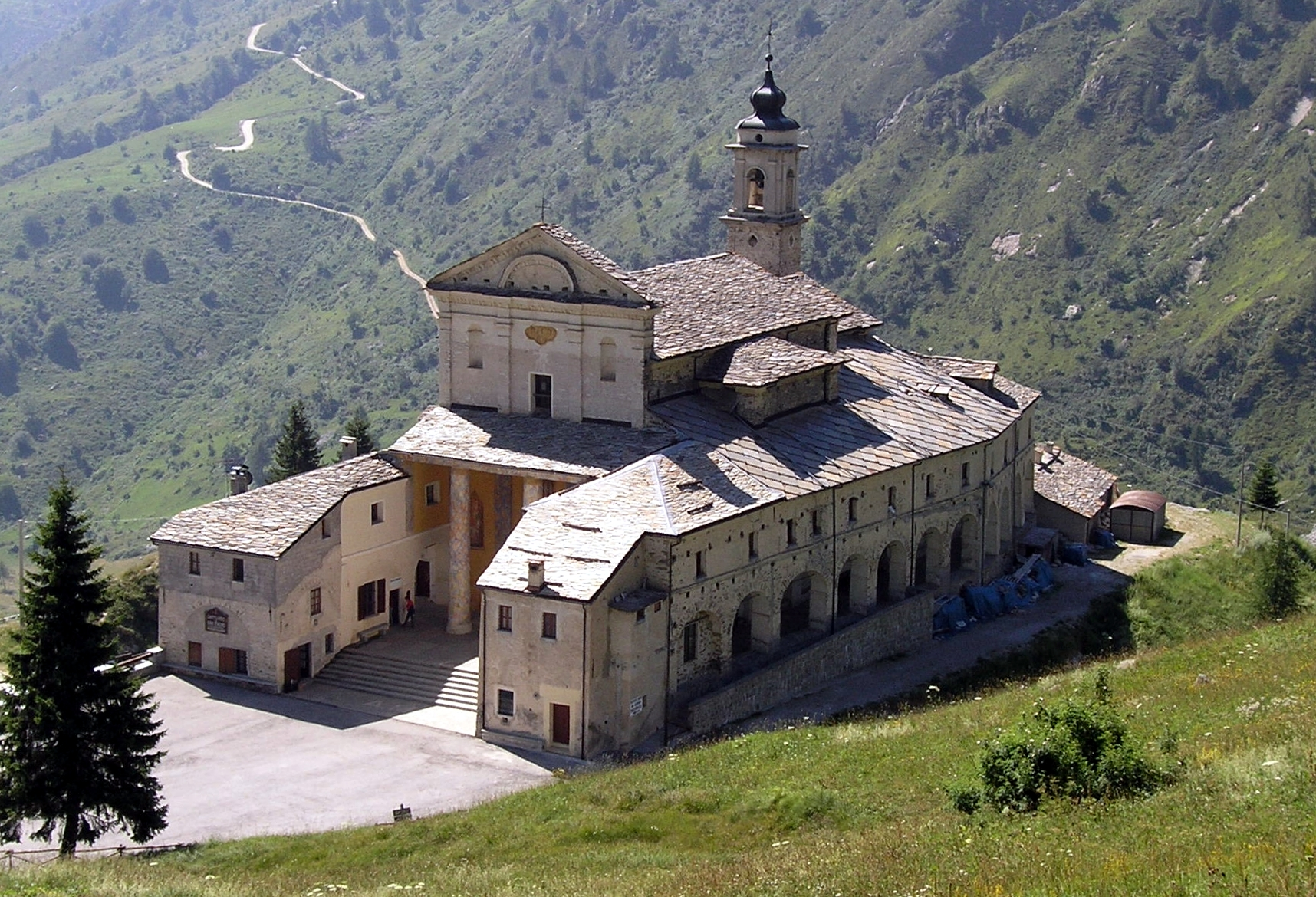
San Magno in het Valle Grana

Cuneo is een van de grootste Italiaanse provincies. De westzijde wordt geheel in beslag genomen door de Zuid-Alpen die de grens met Frankrijk vormen. Vanuit de bergkam loopt een aantal lange dalen richting de laagvlakte zoals het Valle Varaita, Valle Maira en het Valle Po waar de belangrijke rivier de Po zijn oorsprong vindt. Het bergachtige deel van de provincie is dunbevolkt, en ontvolkt in een hoog tempo. Op de laagvlakte liggen de meeste grotere plaatsen waaronder de hoofdstad en Saluzzo. Aan de oostzijde van de vlakte ligt het heuvellandschap van de streken Monferrato en Langhe, bekend om hun wijn en truffels. In het zuiden loopt de bergketen van de Alpen over in die van de Apennijnen. Op dit moment wordt er hard gewerkt aan een betere infrastructuur voor de provincie. Zo is de snelweg Cuneo-Asti in aanleg en worden de verbindingen met Frankrijk verbeterd.

## Belangrijke plaatsen
- Cuneo (51.784 inw.)
- Alba (29.759 inw.)
- Bra (27.894 inw.)
- Fossano (23.865 inw.)
- Mondovì (22.253 inw. (2011))

## Bezienswaardigheden
Belangrijkste attracties van de provincie zijn de ongerepte bergdalen. Het Valle Po vanwege de bron van de Po en het prachtige uitzicht op de Monviso, wat ook voor het Valle Varaita geldt. De drie dalen nabij Cuneo, Valle Maira, Valle Grana en Valle Stura bieden talloze wandelmogelijkheden. Hier is het goed mogelijk om met de auto tot hoog in het gebergte door te dringen. In dit gebied liggen ook de Santuari, oftewel heiligdommen, van San Magno (Valle Grana) en Sant'Anna di Vinadio. Op de laagvlakte liggen een aantal bezienswaardige steden. De belangrijkste zijn de historische stad Saluzzo, Fossano en de hoofdstad Cuneo. In de heuvelachtige streken Monferrato en Langhe beschikken de steden Alba en Bra over mooie stadscentra.

## Bergpassen
Hieronder een overzicht van de passen die op het grondgebied van de provincie Cuneo liggen. Onder de Colle di Tenda ligt als alternatief een tunnel, een parallelle tunnel is gepland. Van de onderstaande passen is alleen de Colle della Maddalena (in het Frans Col de Larche belangrijk als doorgangsroute. In het geval van de passen Boaria, Perla, dei Signori en Selle Vecchie gaat het om één weg die over de bergkam slingert op de grens van Italië en Frankrijk.
| Naam                             | Hoogte                     | Van                              | Naar                  | Wegdek                     |
| -------------------------------- | -------------------------- | -------------------------------- | --------------------- | -------------------------- |
| Colle dell'Agnello               | 2748 m                     | Sampeyre (Valle Varaita)         | Molines-en-Queyras    | asfalt                     |
| Colle di Sampeyre                | 2284 m                     | Sampeyre                         | Stroppo (Valle Maira) | asfalt                     |
| Colle Esischie                   | 2370 m                     | Ponte Marmora (Valle Maira)      | Chiappi (Valle Grana) | asfalt                     |
| Colle Fauniera (Colle dei Morti) | 2481 m                     | Colle Esischie                   | Colle di Valcavera    | asfalt                     |
| Colle di Valcavera               | 2416 m                     | Demonte (Valle Stura)            | Colle del Mulo        | asfalt (zijde van Demonte) |
| Colle della Maddalena            | 1996 m                     | Argentera (Valle Stura)          | Larche (F)            | asfalt                     |
| Colle della Lombarda             | 2351 m                     | Vinadio (Valle Stura di Demonte) | Isola 2000 (F)        | asfalt                     |
| Colle di Tenda                   | 1871 m                     | Limone Piemonte                  | Tende (F)             | asfalt (zijde van Limone)  |
| Via del Sale                     | 2111 m (Colle dei Signori) | Colle de Tende                   | Monesi (Ligurië)      | steenslag                  |
| Colle di Valmala                 | 1541 m                     | Melle (Valle Varaita)            | Colle di Sampeyre*    | asfalt (zijde van Melle)   |

## Afbeeldingen

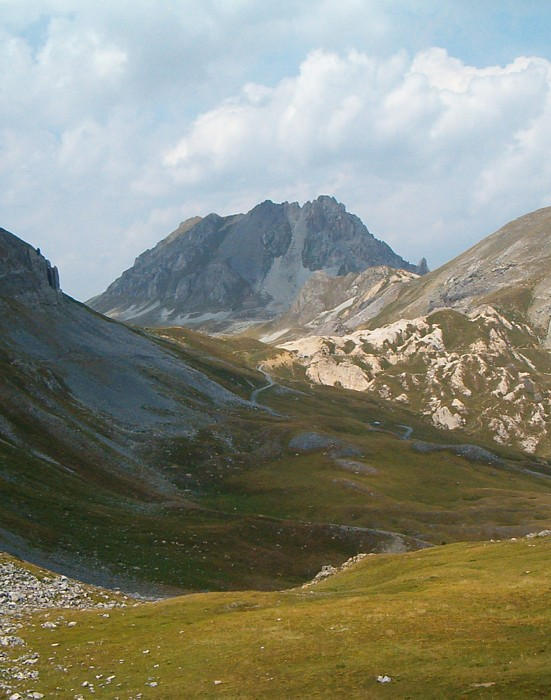
Valcavera
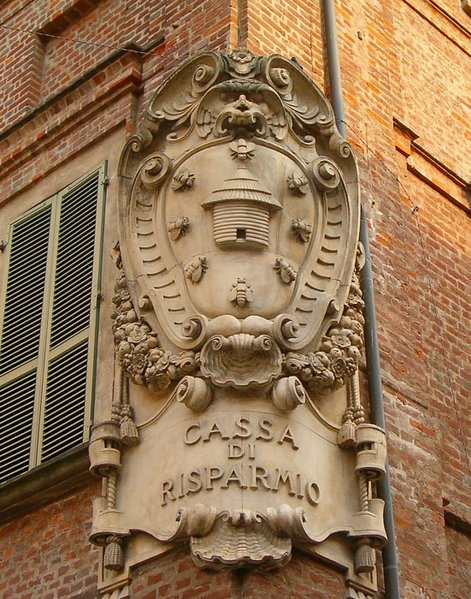
Fossano
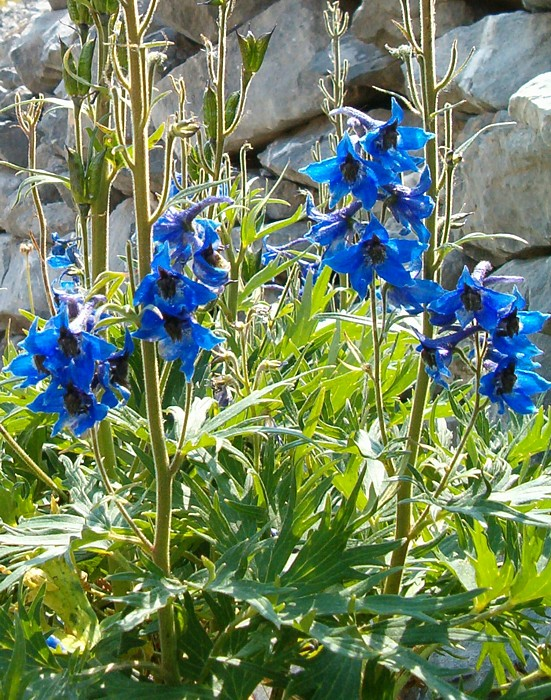
Bergflora
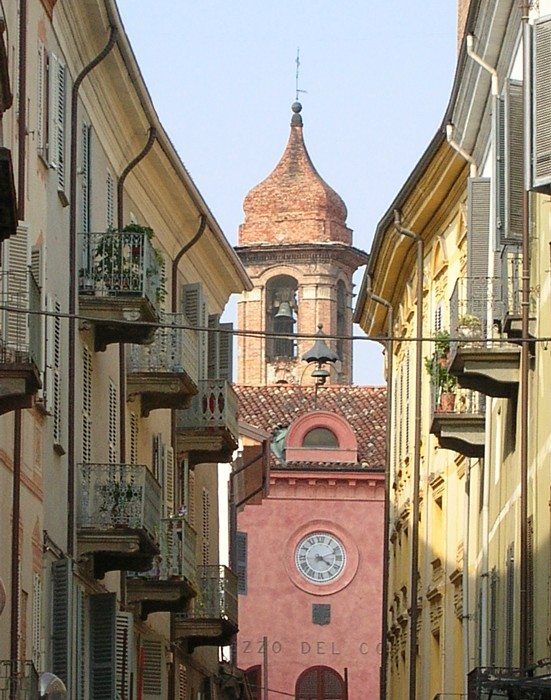
Alba